# Minoru Tomita
Minoru Tomita (jap. 冨田 稔, Tomita Minoru; * 6. Februar 1924 in Japan; † 9. Oktober 2015) war ein japanischer Mathematiker, der wesentliche Beiträge zur Theorie der Operatoralgebren leistete.
Tomita wurde mit zwei Jahren taub. Er studierte an der Kyushu-Universität mit dem Abschluss 1952. Er habilitierte sich an der Universität Ōsaka und lehrte an der Okayama-Universität ab 1954 als Assistenzprofessor und ab 1965 als Professor. 1966 wurde er Professor an der Universität Kyūshū und 1985 an der Universität Fukuoka.
Tomita entwickelte mit Masamichi Takesaki die Tomita-Takesaki-Theorie der modularen Automorphismen von Von-Neumann-Algebren. Er veröffentlichte sehr wenig. Die von Takesaki aufgrund eines Manuskripts von Tomita ausgebaute (und 1968 publizierte) Tomita-Takesaki-Theorie war aber wesentlich bei den Fortschritten der Klassifikation von Von-Neumann-Algebren durch Alain Connes (Typ III Faktoren). Sie hat auch Anwendung in der Quantenmechanik.